# Glass (Texas)
|  | Dieser Artikel wurde aufgrund von inhaltlichen Mängeln auf der Qualitätssicherungsseite des Projektes USA eingetragen. Hilf mit, die Qualität dieses Artikels auf ein akzeptables Niveau zu bringen, und beteilige dich an der Diskussion! Eine nähere Beschreibung der zu behebenden Mängel fehlt. |

Der Ort Glass liegt im Somervell County in Texas an der Kreuzung der US 67 und der Farm Road 203, 4 Meilen südwestlich von Glen Rose.
Der Ort wurde in den 1890er Jahren gegründet. 1904 erhielt der Ort eine Poststation, die John D. Sanders betrieb, der gleichzeitig Besitzer des Einzelhandelsgeschäftes und der Kneipe des Ortes war. Die Einwohnerzahl sank von 60 im Jahre 1910 über 25 im Jahre 1920 auf 10 in 1933. Das zwischenzeitlich geschlossene Postamt wurde 1926 wieder eröffnet. Der Ort hatte von 1940 bis Ende der 1960er Jahre eine relativ konstante Einwohnerzahl von ca. 50. Neuere Daten liegen nicht vor, da der Ort in den letzten Volkszählungen nicht mehr erfasst wurde.